# Ducado de Alvito
O Ducado de Alvito foi um território italiano subsidiário ao Reino de Nápoles.
O ducado foi inicialmente formado com terras em torno de Alvito doadas no século XIII à família Cantelmo pela Casa de Anjou, conquistadora de Nápoles. No século XIV foi criado como um condado, sob o governo de Giacomo V Cantelmo. Seus sucessores expandiram o território e em torno de 1452 o conde Nicolò foi elevado a duque por Afonso de Aragão. Pouco depois, em função de guerras, o ducado perdeu grande parte de seu território e foi rebaixado a condado, e em 1496 foi derrotado novamente por Frederico I de Nápoles, o que colocou um fim à dinastia Cantelmo.
No ano seguinte as terras foram entregues a Gioffre Borgia, filho do papa Alexandre VI, que as recebeu como conde. Em conflito com a família Colonna, perdeu o condado para Pietro Navarro em 1507 e pouco depois o governo passou para Ramón de Cardona. Seus sucessores fizeram o condado declinar, a despeito da anexação do Ducado de Somma, e em 1592 o condado foi vendido a Matteo di Caua. Vendido novamente, foi assumido por Matteo Taverna em nome de Tolomeo II Gallio, que recebeu o título de Duque de Alvito em 1606 de Filipe II da Espanha. A família Gallio manteve o ducado até 1806, quando o feudalismo foi abolido no Reino de Nápoles.